# L'Affaire Mittaine
L'affaire Mittaine était un conflit local concernant une usine d'engrais qui a duré de 1923 au milieu des années 1950 et qui concernait tous les niveaux du gouvernement et de la justice français, de la commune du Grand-Pressigny où se trouvait l'usine, jusqu'à l'arrondissement de Loches, le département d'Indre-et-Loire, la cour d'appel de Poitiers et les ministères de la Santé publique et du Commerce. L'affaire est entièrement documentée dans les archives du département d'Indre-et-Loire.
Elle concernait l'usine d'engrais de la famille Mittaine qui était située au centre du village. L'engrais était fabriqué par torréfaction d'os d'animaux, de sabots et de cornes. Ce process chassait quotidiennement la puanteur envahissante aux voisins immédiats et au village dans son ensemble, polluait la rivière adjacente de l’Aigronne et menaçait la qualité de l’eau des puits voisins. Les villageois se plaignaient continuellement de l'usine, mais le conseil municipal et le maire n'ont jamais demandé la fermeture de l'usine, car une quarantaine de villageois y ont trouvé du travail et un nombre important d'artisans locaux ont fourni des services.

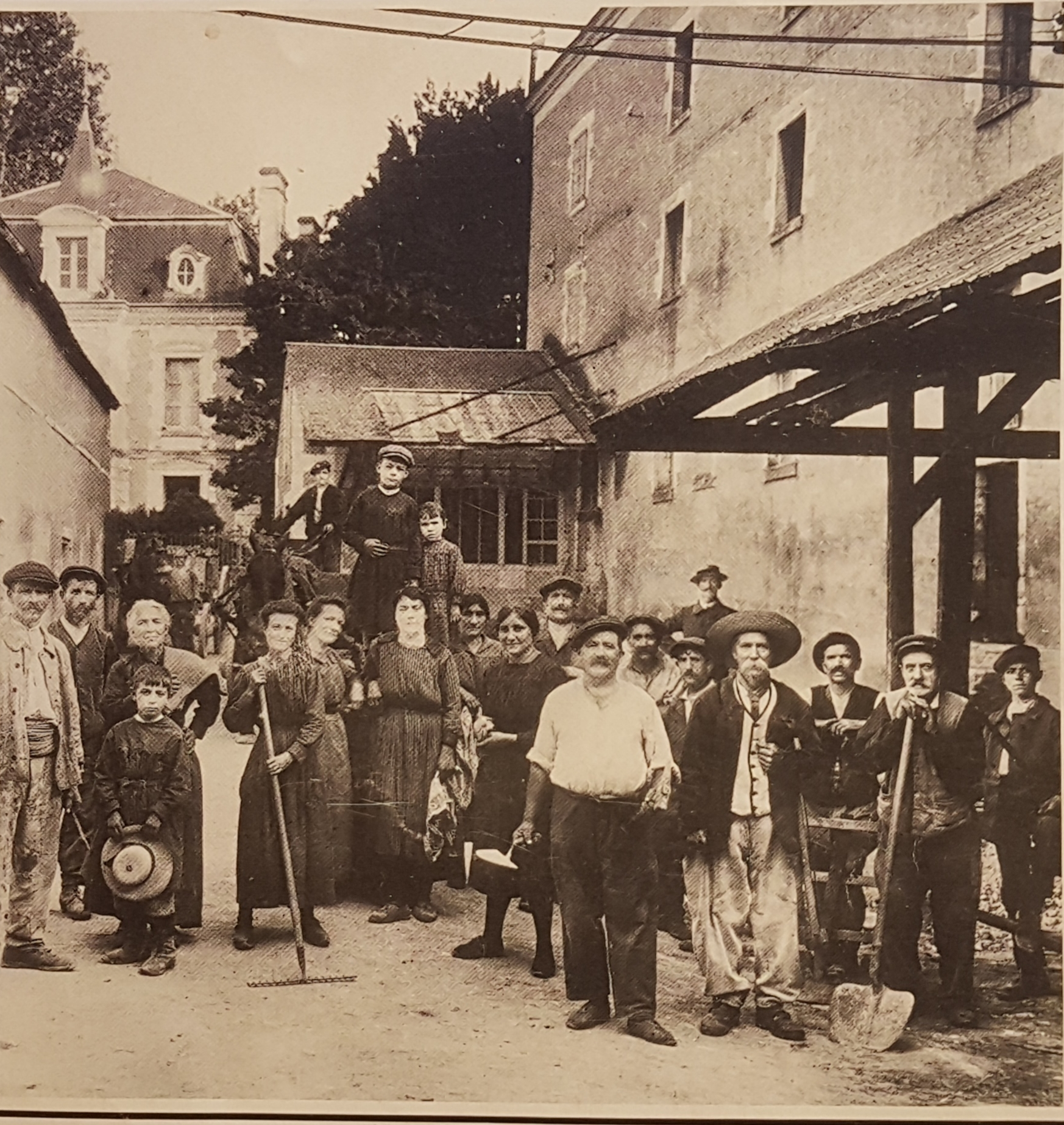
Ouvriers chez l'usine, années 20

Cette impasse a produit une répétition continue des plaintes du village, des promesses de mesures adéquates par l'entreprise du Mittaine, des retards juridiques et bureaucratiques, des théories du complot et des querelles personnelles. Alors que maintenant dans le passé, l'affaire Mittaine contient tous les ingrédients du conflit social actuel sur la pollution industrielle.

## Début
Le conflit débute en 1917 lorsque l'entrepreneur Lucien Mittaine achète les moulins du Grand Pressigny de famille Fesneau et y installe une usine d'engrais. Mittaine avait auparavant exploité une usine d'engrais en Normandie qui a été détruite par les forces allemandes pendant la Première Guerre mondiale. L'usine, que Mittaine a appelé ELEM après ses initiales, a commencé à fonctionner avant qu'une nouvelle loi française sur les industries dangereuses et insalubres ne soit adoptée à la fin de 1917. La demande de licence de Mittaine en 1921 provoquait une vague de troubles parmi les voisins de l'usine qui ont protesté auprès de la commune et du département d'Indre-et-Loire contre les mauvaises odeurs, la pollution du fleuve et les ravageurs provenant de l'usine. En réponse, le propriétaire Mittaine, qui résidait lui-même à Paris, produisait une lettre de soutien signée par des autres villageois et des travailleurs.
Le conseil municipal indiquait que la licence ne pouvait être délivrée que si des mesures de protection sévères étaient prises contre les différentes nuisances éjectées par l'usine. Le Comité de Santé Publique de l’Arrondissement de Loches a conclu plus fermement que l’usine devait être fermée car elle était «contraire à toute prescription d’hygiène et nuisible à l’ensemble de la population». Le comité de santé publique du département a cependant indiqué que la licence pourrait être accordée, à condition qu'un certain nombre de mesures de protection soient prises par le propriétaire Mittaine. L'usine a été officiellement autorisée le 16 janvier 1923.

## Lutte
C'était le coup d'envoi d'une lutte de 30 ans entre les opposants et les partisans de l'usine qui suivrait encore et encore le modèle établi lors du premier conflit. Un exposé des faits, réalisé par l'inspecteur de la santé publique d'Indre-et-Loire en 1952 et conservé aux archives départementales, résume les plus de 250 documents officiels échangés entre les villageois, la commune, M. Mittaine et ses représentants, le département et divers ministères.  Dans les années 30, les 'mauvaises odeurs de l’usine Mittaine' étaient discutées dans presque toutes les réunions du Conseil Municipal du Grand Pressigny. Les journaux locaux commentaient régulièrement l'affaire. Parallèlement, l'usine prend la tête du marché des engrais organiques et était saluée pour ses dispositions sociales pour ses employés et leurs familles. En 1935, Lucien Mittaine, qui avait succédé à son père, reçoit l’honneur de Chevalier dans l’Ordre national du Mérite agricole.

## Nuisance et excès
Au moins dix maisons familiales étaient situées juste à côté de l'usine et souffraient quotidiennement de l'odeur du torréfaction des os, des sabots et des cornes. Les outils et les emballages étaient nettoyés dans la rivière adjacente qui devint polluée et perdit ses poissons; les voisines ne pouvaient plus faire leur lessive à proximité de l'usine. Les abats utilisés pour l'engrais ont également attiré un essaim continu de puces noires qu'il était difficile d'éliminer des maisons des voisins. 
À côté de ces nuisances quotidiennes, les archives mentionnent également un certain nombre d'incidents excessifs, notamment à la gare du Grand Pressigny. L'usine y disposait d'une plate-forme dédiée qui donnait un accès direct à l'usine. Les archives contiennent une plainte de 1929 et 1932 concernant des wagons abandonnés contenant des abats en état de décomposition. L'usine Mittaine aurait mis du temps à vider et à nettoyer les wagons. Un incident particulièrement grave eut lieu loin du village lorsque la cargaison d’abats et d’autres matières premières commandée par M. Mittaine en Amérique du Sud a commencé à pourrir au milieu de l’océan et a dû être jetée par-dessus bord.

## Bureaucratie et légalité
Dans les années 1920 et 30, les voisins et les villageois portaient plainte après plainte concernant l'usine. Une telle plainte devait passer par plusieurs voies (commune, commission départementale de la santé, bureau de l'inspecteur) avant de pouvoir être évaluée, ce qui prendrait parfois plusieurs mois. Le propriétaire de l'usine, Mittaine, soumettait presque toutes les plaintes ratifiées à un appel plus élevé, ce qui, dans un cas, entraînait deux ans de retard avant que des mesures réelles ne soient prises. Pour accélérer ces démarches, le préfet d'Indre-et-Loire conseilla au maire du Grand-Pressigny en 1924 de faire établir par le garde champêtre des rapports de police en cas d'infractions excessives et de pollutions. Le garde champêtre l'a fait deux fois en 1925, seulement pour trouver ses rapports annulés parce que, selon la loi de 1917, seuls les inspecteurs de l'hygiène publique pouvaient déterminer les infractions; un trou dans la loi savamment découvert par l'avocat du Mittaine, Me Bartoli. Ainsi, la Cour de Cassation déclarait un an plus tard que le garde champêtre n'était pas compétent pour établir la puanteur et la pollution.

## Presse locale
Au début du conflit, le Journal d’Indre-et-Loire commentait l’autorisation de l’usine en déclarant que nul n’est certainement désireux d’inhaler les odeurs de l’usine, ni d’apprécier les points de suture de ses mouches. Les Poilus [soldats de la Première Guerre mondiale] ont subi suffisamment de gaz asphyxiants allemands et exigent une protection.

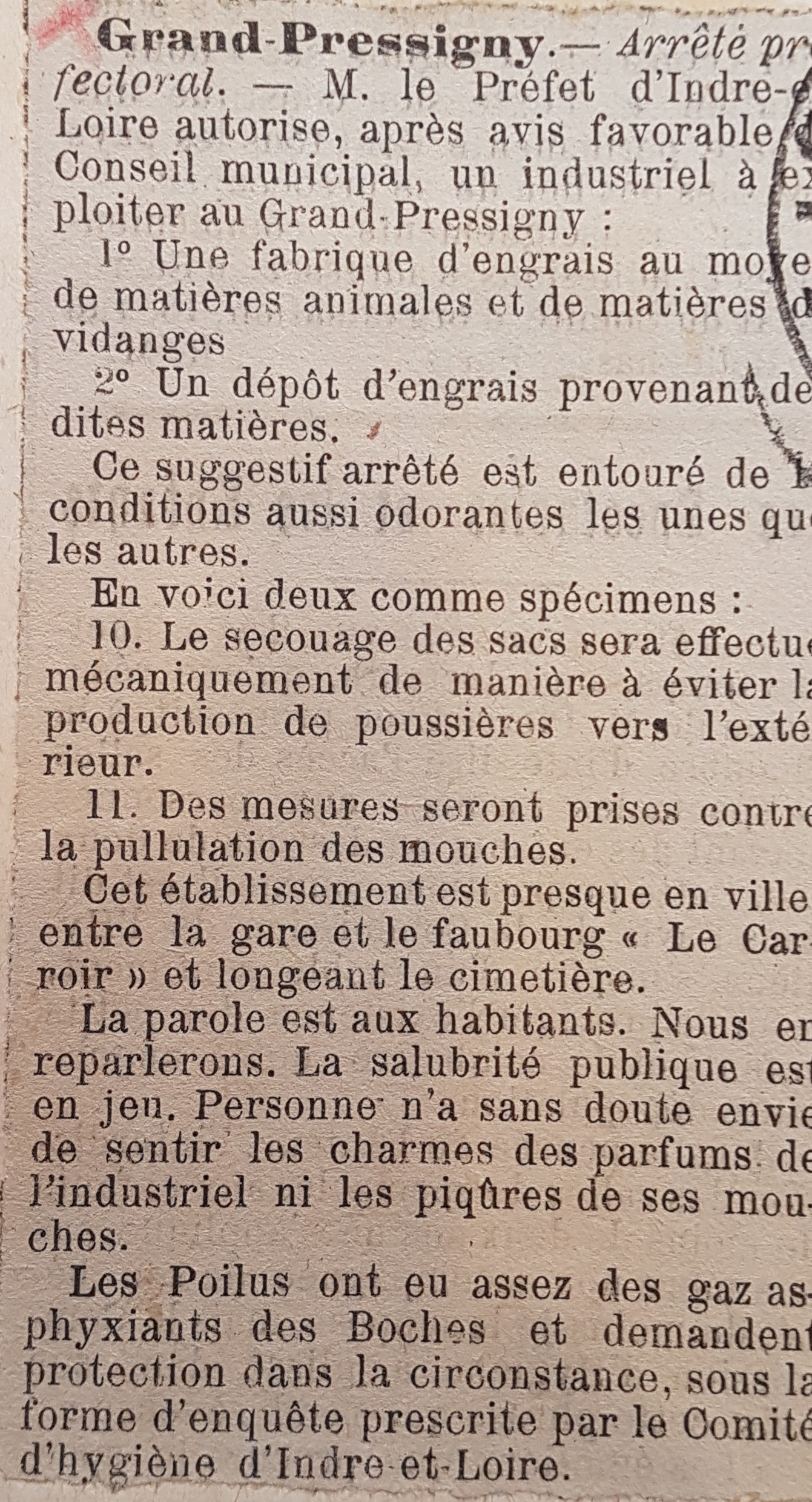

Dans les années 1930, l'artiste local Lucien Porcheron, fervent opposant et militant contre l'usine, envoya une série de lettres anonymes aux Lochois dans lesquelles il se demandait pourquoi il ne se passait rien du tout à propos de l'usine, et comment on pouvait expliquer que le député régional Paul Bernier du parti radical français n'a pas réussi dans ses tentatives de réglementer et de réduire l'usine. Porcheron suggérant alternativement que Bernier avait des intérêts financiers dans l’usine et qu’il n’avait pas son mot à dire en raison des «200 familles» en France. C'était un thème populaire de gauche dans les années 1930, affirmant que le vrai pouvoir en France était avec la vieille monnaie de 200 familles et le «mur d’argent» des banques et des financiers. Pour Porcheron, c'était aussi la raison pour laquelle l'usine était autorisée à rester en activité, malgré sa puanteur et sa pollution persistante. Après deux mois d'écriture implacable, il a terminé sa série de lettres par une rétractation et des excuses au propriétaire Mittaine pour avoir répandu des mensonges odieux, probablement sous la pression d'une poursuite judiciaire. Il poursuit sa campagne contre l'usine dans son propre hebdomadaire intitulé Le Franc-Tireur du Grand Pressigny qui paraît une dizaine de fois entre 1936 et 1937.

## Rôle de Lucien Porcheron
Lucien Porcheron a joué un rôle important dans le maintien de la protestation du village. En 1929, à l'âge de 53 ans, lui et sa femme reviennent de Provence pour s'installer dans sa maison familiale, à 100 mètres de l'usine. Le contraste entre le soleil de Provence et l’air pollué du village n’a pas été facile à supporter, et dès son arrivée il s’est engagé dans la lutte contre la plante jusqu’à ce qu’il la mène la plupart du temps seul dans les années 1950. Il a écrit avec insistance au maire, au préfet et à divers ministres mais ses lettres n’étaient pas toujours cohérentes et l’un des inspecteurs sanitaires impliqués dans l’affaire témoigne que la plupart de ses écrits témoignent d’une certaine «nervosité mentale». Les responsables de la province ont également suggéré qu'il mène une vendetta personnelle contre Mittaine, mais Porcheron a réfuté que si ses écrits semblaient fous, c'était certainement parce que son cerveau était empoisonné par la puanteur de l'usine. Le mémorial en ligne que la municipalité a dédié au peintre, fait l'éloge de ses réalisations artistiques, mais mentionne également qu'il n'était pas une personne facile et qu'il pouvait parler de manière agressive («une dent dure»).

## Enquête d'après-guerre
En 1952, le département d'Indre-et-Loire mène à nouveau une enquête sur l'usine. L’exposé de faits qui en résulte se compose de vingt pages dactylographiées à simple interligne. L'inspecteur-enquêteur Suzeau conclut de façon quelque peu désespérée et fataliste que six inspecteurs de l'hygiène publique différents ont enquêté sur l'usine au cours des 30 dernières années et ont tous conclu que son cas ne pouvait être résolu. Une usine comme celle de Mittaine n'aurait jamais dû recevoir d'autorisation car elle produit inévitablement puanteur et nuisance. C'est ce que la loi de 1917 a tenté de réglementer en interdisant de telles plantes loin des limites des villages et des villes. Aucune mesure de protection, aussi avancée soit-elle techniquement, ne peut supprimer leurs nuisances inhérentes et Suzeau qualifie donc l’autorisation de 1923 d’illégale. Sans une demande municipale ou départementale de fermeture de l'usine, conclut-il, on ne peut que continuer à supporter les conséquences de l'autorisation de 1923. Il semble que c'est bien ce que le village a fait, et avec la mort de Lucien Porcheron en 1957, toutes les protestations cessent. Un dernier rapport du département en 1966 indique que l'usine a de grandes difficultés à maintenir sa position sur le marché et qu'elle semble être une entreprise en déliquescence avec principalement des travailleurs âgés. Néanmoins, l'usine a continué à produire pendant encore vingt ans et a été fermée en 1989.